# Vavala
Vavala är en klan i Liberia.   Den ligger i regionen Lofa County, i den norra delen av landet, 220 km nordost om huvudstaden Monrovia.